# 橙色短鰕虎
橙色短鰕虎（学名：Gobiodon citrinus），又名橙色葉鰕虎魚，为鰕虎科葉鰕虎魚屬下的一个种。

## 分布
本魚分布於印度西太平洋區，包括紅海、莫三比克、留尼旺、塞席爾群島、馬爾地夫、印度、印尼、日本、臺灣、越南、菲律賓、澳洲、聖誕島、馬紹爾群島、新喀里多尼亞、薩摩亞群島、東加等海域。

## 特徵
本魚體稍側扁，略呈卵圓形，腹鰭癒合成吸盤狀，全身裸出無鱗片，皮膚肥厚。體色變化大，魚體多為黑色或橙色，頭部具數條藍色細橫紋。背鰭硬棘7枚，背鰭軟條9至11枚，臀鰭硬棘1枚，臀鰭軟條9枚，體長可達6.6公分。

## 生態
本魚對於居所的選擇性極強，終其一生居住於活的軸孔珊瑚枝椏間，與珊瑚共生，性情膽小，屬肉食性，以浮游動物為主。

## 經濟利用
為觀賞魚，會分泌有毒的黏液。

## 扩展阅读
- 維基物種上的相關：橙色短鰕虎